# One Hour One Life
One Hour One Life (букв. «Один Час — Одна Жизнь») — массовая многопользовательская онлайн-игра на выживание, разработанная и опубликованная Джейсоном Рорером в 2018 году. Каждый игрок живёт не более 60 минут в большом игровом мире, где каждая минута представляет 1 год жизни. Игроки должны собирать и выращивать пищу, создавать инструменты и создать общество, чтобы выжить. Исходный код и ресурсы игры размещены в открытом доступе и свободном доступе на GitHub, а учётные записи продаются для доступа к основным серверам, на которых размещена игра. Первоначально игра была доступна только на сайте onehouronelife.com, но 8 ноября 2018 года она стала доступна в Steam.
Также существует независимо разработанный, неофициальный форк игры, созданный Дуалом Декейдом для iOS и Android, под названием You Are Hope. Он почти такой же как и на PC, за исключением немного другой графики и другого создателя.
Игра получила положительные отзывы, критики сравнили её с Don’t Starve и хвалили за социальные аспекты. Рорер подчеркнул, что разработка игры будет продолжаться как минимум до 2020 года.

## Геймплей

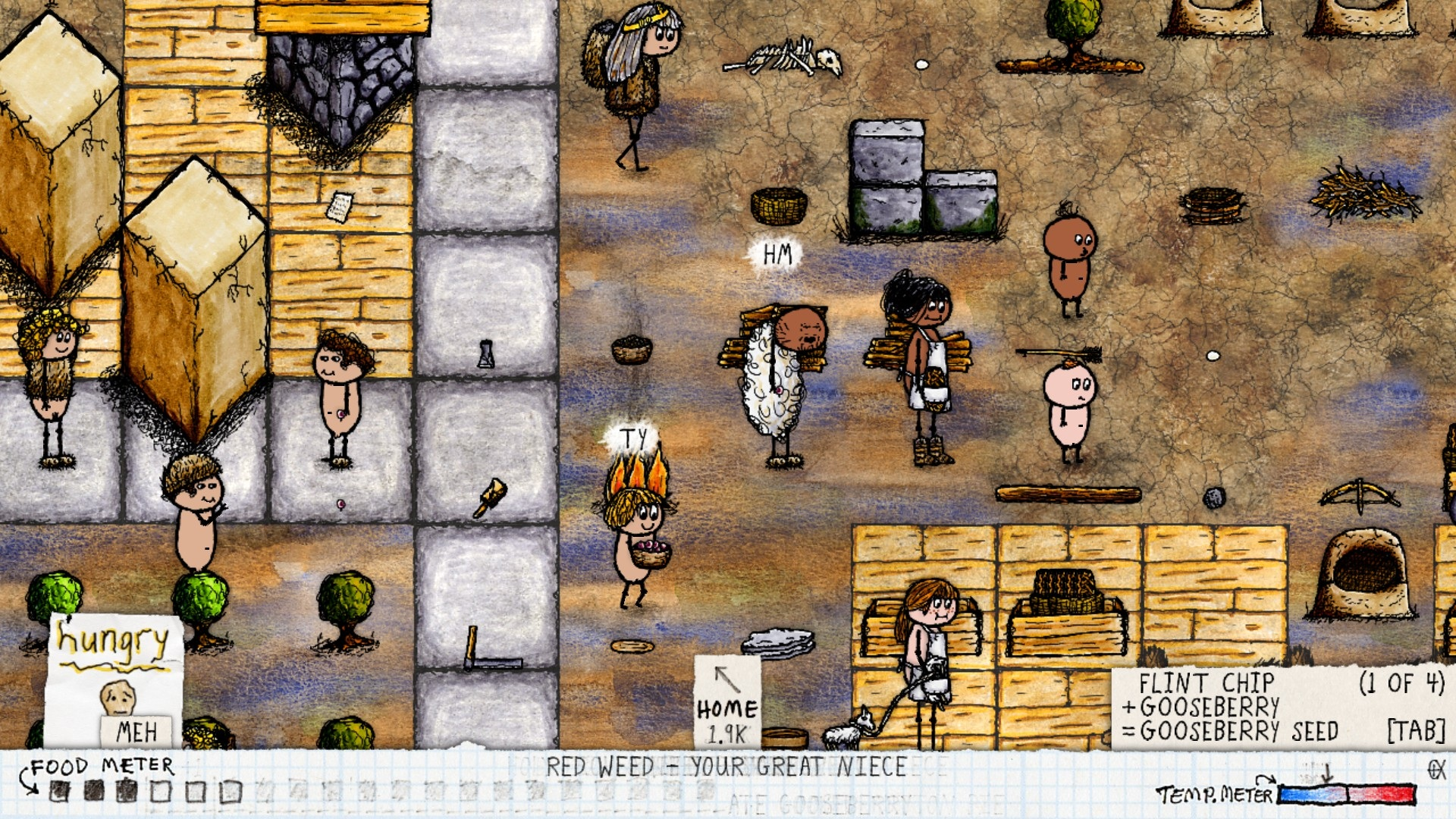
Игроки собираются в деревне. Справа два младенца, о которых должны заботиться другие.

Игроки появляются в мире случайным образом, либо ребёнком за которым должна следить мать, либо сразу Евой, если количество младенцев слишком велико. Каждая минута реального времени, представляет 1 игровой год персонажа-игрока. В течение трёх лет игроки не могут взаимодействовать с объектами и полностью зависимы от других игроков, которые кормят их. Также первоначально игроки могут говорить только по одной букве за раз. У каждого игрока есть шкала голода, которая зависит от возраста, которая заполняется до полного совершеннолетия (18/18) и истощается со временем. Когда игроку исполняется 60 лет он умирает от старости, также игрок может быть убит животными, другими игроками или от голода (когда вся шкала голода закончится). Игрок перезагружается с нуля после смерти.
В игре насчитывается около 3000 объектов, которые могут быть созданы игроками. Процесс изготовления включает в себя щелчок по объекту, чтобы поднять его, и щелчок по другому объекту, чтобы объединить их. Ремесло необходимо, потому-что другие источники пищи ограничены.
У игроков есть равные шансы появиться женщиной или мужчиной, с той лишь разницей, что женщины могут рожать новых игроков в возрасте от 14 до 39 лет. Важность женщин в выживании общины часто приводит к тому, что дети мужского пола оказываются в неблагоприятном положении, если им не хватает еды. Однако играть за мужского персонажа может быть проще из-за меньшего шанса вызвать смерть другого игрока.

## Разработка
Рорер сказал, что идея, которая привела к созданию игры, была мысленным экспериментом о том, сколько времени потребуется человечеству, чтобы «от стрелок до iPhone» с «знаниями, которые мы имеем сегодня». В интервью для Destructoid Рорер рассказал о проблемах построения общества в игре Rust и о том, как он планировал исправить эти проблемы в One Hour One Life. Рорер утверждал, что наличие троллинга и отсутствие последствий смерти пагубно сказываются на создании системы правосудия и построении общества. В One Hour One Life наличие смерти и беспомощность в начальных этапах игры заставляет игроков работать вместе. Также Рорер отметил, что темы смерти и выбор перед смертью «постоянны в его карьере» и он считал, что One Hour One Life объединяет идеи, найденные в других его играх, в «единое целое».
Важной частью игры является идея устойчивости, которую Рорер обсудил по электронной почте с Мэтью Голтом. Поскольку общины подвергаются риску чрезмерной эксплуатации своего окружения, успешные общины требуют хорошего управления ресурсами. Рорер описывал это как необходимость из-за высокой сложности игры, которая подкрепляется повторяющимися неудачами: все общины рано или поздно умрут, но общества, поддерживающие сотрудничество и устойчивость, смогут выжить дольше. Со временем игроки стали лучше сохранять семейные связи, что Рорер связывает с появлением культуры, морали и табу, поддерживающих эти идеи. Это связано с собственной верой Рорера в то, что мораль не существует как независимое понятие, а эволюционировала по практическим причинам.
После выпуска игры Рорер заявил, что игра разрабатывалась около трёх лет и что у него осталось как минимум ещё 2 года работы. В это время Рорер стремиться создавать предметы, которые можно будет создавать, пока в игре их не будет 10000. Для этого Рорер создал программу, которая автоматически отслеживает спрайты на отсканированных изображениях. При необходимости он записывает звук изготовления предмета своим голосом.

## Релиз
One Hour One Life была выпущена 27 февраля 2018 года на сайте onehouronelife.com. В интервью Ричарду Моссу на сайте Gamasutra в августе 2018 года Рорер заявил, что он сознательно избегал размещения игры на платформах цифрового распространения, таких как Steam и GOG.com. Его причины для этого включали большой объём работы, необходимой для интеграции кода игры в эти службы, а также контроль, обеспечиваемый независимым хостингом игры. Игра вышла в Steam 8 ноября 2018 года.

## Критика
| Иноязычные издания | Иноязычные издания |
| Издание            | Оценка             |
| ------------------ | ------------------ |
| The Games Machine  | 9/10               |

KG Orphanides в Wired UK описал игру как сложную, но более доступную, чем другие игры Рорера, отметив, что короткие игровые сессии допускают казуальную игру. Также Orphanides высоко оценил социальные аспекты игры и отметил, что игра успешно сжала человеческую жизнь за короткий промежуток времени.
Метью Голт описал игру в журнале Vice, что она «разбила его сердце и восстановила его веру в человечество». Далее Голт сказал, что процессом выживания она напоминает Don’t Starve, но также она затрагивает темы «устойчивости морали и цивилизации». Он также заявил, что несмотря на враждебный характер, который часто встречается в игровых общинах, игроки One Hour One Life обычно заботятся друг о друге.
Роберто Туррини, рецензирующий для итальянского игрового журнала The Games Machine, назвал One Hour One Life «шедевром игрового дизайна» и заявил, что в ней отсутствуют какие-либо негативные аспекты. Он оценил игру на 9/10.
У One Hour One Life были плохие показатели продаж на момент запуска в Steam: было продано 315 копий из 2400 экземпляров. Однако со временем продажи улучшились. Спустя около 4 месяцев после запуска игры в Steam она собрала почти 700000 $.

## You Are Hope
Разработчик Дуал Декейд создал неофициальный мобильный форк игры под названием You Are Hope для iOS и Android . You Are Hope использует форк исходного кода One Hour One Life, но работает на независимом сервере, размещённый Дуалом Декайдом, и имеет ряд изменений и дополнений. Только в китайской версии игры присутствует реклама.
Джордан Томпсон, писатель из MacRumors, оценил игру на 4 из 5 звёзд, назвав её «более механически глубокой версией Don’t Starve», а также высоко оценил взаимодействия с игроками и решения, связанные с жизнью и смертью, «которые будут с вами ещё долго после того, как вы сыграете». Мария Александер написала обзор игры для Gamezebo, присвоив ей 4,5 из 5 звёзд, сказав, что это «мечта мастера», из-за множества способов разбивки и использования материалов. В обоих обзорах критиковалось мобильное управление, хотя Gamezebo посчитал это незначительной проблемой.

### Споры по поводу брендинга
В августе 2018 года Дуал Декейд создал мобильный порт игры, первоначально называвшийся One Hour One Life for Mobile, используя исходный код One Hour One Life.
В марте 2019 года Рорер публично выразил разочарование по поводу порта Дуала Декейда, из-за того, что в нём используется одноимённое название, что может ввести покупателей в заблуждение, заставив их думать, что это был его продукт, несмотря на то, что в описании как английской версии, так и китайской версии указано, что это неофициальный порт. Об этом также неоднократно говорилось на мобильном форуме, обновления, которые создавал Рорер, переносились на мобильные устройства. В конце концов Рорер написал сообщение под названием «Открытое письмо разработчикам мобильных приложений» на форумах One Hour One Life. Он процитировал по крайней мере одного обозревателя мобильной игры, который не знал, что порт не был напрямую предоставлен Рорером. Он также процитировал электронное письмо от китайского игрока, который думал, что Дуал Декейд крадёт игру Рорера, но в конечном итоге в формулировке говорилось только, что это китайская адаптация, созданная Дуалом Декейдом. Дуал Декейд выразили опасения, что игра не достигнет успеха, если будет отмечена как неофициальная. Рорер попросил Дуала заявить, что игра является «неофициальной адаптацией», что они сделали в английской версии игры, но не в китайской. Затем Рорер написал ответ, представитель Дуала сослался на их права на использование произведения и имени, поскольку Рорер поместил его в общественное достояние, и попытался провести переговоры с Рорером.
В результате публичного спора, Дуал согласились провести хард-форк игры, изменив графику и название, продолжив разработку независимо от Рорера. 22 марта 2019 года название порта было изменено на You Are Hope.